# 吉川博也
吉川 博也（よしかわ ひろや、1942年12月19日- ）は、日本の都市研究者、沖縄大学名誉教授。

## 人物・来歴
東京市小石川区（現・文京区）生まれ。1966年日本大学理工学部経営工学科卒、70年同大学院商学研究科博士課程中退。1971年財団法人・政策科学研究所主任研究員、1978年筑波大学社会工学系講師、助教授をへて、1988年沖縄大学教養部教授、同法経学部教授。2009年退職、名誉教授。
専門は環境アセスメント。

## 著書
- 『与那国 島の人類生態学』 (環境と人間の科学）三省堂, 1984.2
- 『那覇の空間構造 沖縄らしさを求めて』沖縄タイムス社, 1989.6
- 『21世紀沖縄の企業・産業戦略 交易型産業立県への挑戦 大交易時代の再来を』サザンプレス, 1993.4

### 共編著
- 『環境アセスメントの基礎手法 地域計画への導入』編著. 鹿島出版会, 1975
- 『沖縄・大交易ルネッサンス』緒方修共編著. 社会評論社, 1996.6

### 翻訳
- C.スタイニッツ, P.ロジャース 共著『都市環境のシステム分析 アセスメント・モデルとメッシュ・アナリシス』鹿島研究所出版会, 1973
- フランク・L.クロス,ロナルド・バルバロ『環境アセスメント実施論 アセスメント報告書作成の手引』榎本悟共訳. 公害対策技術同友会, 1975

## 論文
- ＜吉川博也